# El Papiol
El Papiol ist eine katalanische Gemeinde in der Provinz Barcelona im Nordosten Spaniens. Sie liegt in der Comarca Baix Llobregat und gehört zur Metropolregion Àrea Metropolitana de Barcelona.
Die Burg von El Papiol ist seit 1115 dokumentiert.

## Wirtschaft und Verkehr
- Gerhard Grenzing, Werkstatt für Orgelbau